# Barrio Santa Clara
Barrio Santa Clara är en ort i Mexiko, tillhörande kommunen Jocotitlán i den nordvästra delen av delstaten Mexiko. Orten hade 206 invånare vid folkräkningen 2010.